# 河野憲治
河野 憲治（こうの けんじ、1962年 - ）は、日本の国際報道記者。前日本放送協会 (NHK) アメリカ総局長。元ニュースウオッチ9キャスター。

## 来歴・人物
香川県三豊郡財田町（現在の三豊市）出身。香川県立観音寺第一高等学校、京都大学文学部卒業。
1986年（昭和61年）NHK入局。沖縄局を振り出しに報道局国際部を経てワシントン支局長、ロサンゼルス支局長、テヘラン支局長、報道局国際部長、アメリカ総局長、解説委員長を歴任。
15年以上の海外特派員経験を持ち、イラクやアフガニスタンでの戦争やインドネシアの大津波などを現地で取材。アメリカでは、ワシントンとロサンゼルスに十年余り駐在、大統領選挙も3回取材を行った。また、アメリカと敵対するイランにも初代テヘラン支局長として4年間駐在した。
2009年（平成21年）ワシントン支局長在任時、日本の報道機関として初めて、オバマ大統領とホワイトハウスで単独会見を行った。オバマ大統領が、将来的に広島、長崎を訪問する考えのあることを表明した。
2011年（平成23年）4月から2012年（平成24年）3月までの1年間、NHK BS「ワールドWaveトゥナイト」のキャスターを務め、9ヵ国に海外出張を行った。
2021年（令和3年）6月から2023年（令和4年）6月まで解説委員長。ニュースの意味や背景を専門的な視点で読み解きわかりやすく伝えた。
2023年（令和4年）7月、メディア総局特別主幹に就任。現在、NHKスペシャル「混迷の世紀」シリーズを担当。

## 過去の出演番組
- 『ワールドWaveトゥナイト』アンカー（2011年度）
- 『クローズアップ現代 ‐ ハタミ大統領・再選の苦悩』（2001年6月14日(木)19:30～19:56）
- 『クローズアップ現代 ‐ ブッシュ大統領の“賭け”～イラク増派・深まる亀裂～』（2007年1月31日（水）19:30～19:56）
- 『NHKスペシャル - 緊急報告 北朝鮮はどこへ向かうのか』（2011年12月23日(金) 19:30～20:45）
- 『BS1スペシャル - ダボス会議2014▽変貌する世界のゆくえ▽日本経済復活への提言』（2014年3月14日(金)20:00～21:50）
- 『ニュースウオッチ9』キャスター（2015年3月30日 - 2017年3月31日）